# Paridris dubeyi
Paridris dubeyi är en stekelart som beskrevs av Sharma 1982. Paridris dubeyi ingår i släktet Paridris och familjen Scelionidae. Inga underarter finns listade i Catalogue of Life.